# Allenwiller
Allenwiller é uma ex-comuna francesa na região administrativa de Grande Leste, no departamento do Baixo Reno. Estendeu-se por uma área de 5,96 km². Em 2010 a comuna tinha 1 202 habitantes (densidade: 201,7 hab./km²).
Em 1 de janeiro de 2016 foi fundida com as comunas de Birkenwald, Salenthal e Singrist para a criação da nova comuna de Sommerau.